# Necati
Necati [nɛdʒati] ist ein türkischer männlicher Vorname arabischen Ursprungs mit der Bedeutung „die Freiheit betreffend“.

## Verbreitung
In Deutschland kommt der Name selten vor, etwa 70 Mal wurde er in den letzten 10 Jahren vergeben. Den Namen tragen in der Schweiz 63 Personen (Stand 2023). In Österreich wird der Name seit 1994 gelegentlich in der Namensgebung berücksichtigt. Von 1984 bis 2023 wurden 25 Jungen so genannt. Necati wird in den Niederlanden seit Anfang der 1970er Jahre vergeben, jedoch nicht häufig. In Dänemark, Frankreich und England ist er nur hin und wieder in den Hitlisten vertreten.

## Namensträger

### Osmanische Zeit
- Mustafa Necati (1894–1929), türkischer Politiker (Mustafa Necati Uğural)

### Vorname
- Necati Akder (1901–1986), türkischer Philosoph, Soziologe und Hochschullehrer
- Necati Ateş (* 1980), türkischer Fußballspieler
- Necati Cumalı (1921–2001), türkischer Schriftsteller
- Necati Er (* 1997), türkischer Dreispringer
- Necati Özçağlayan (* 1953), türkischer Fußballspieler und -trainer
- Necati Öziri (* 1988), deutscher Schriftsteller und Dramaturg
- Necati Şahin (* 1955), deutscher Schauspieler und Theaterleiter
- Necati Şaşmaz (* 1971), türkischer Schauspieler
- Necati Tacan (1895–1958), türkischer General
- Necati Yılmaz (* 1988), türkischer Fußballspieler